# Holomelina arbela
Holomelina arbela là một loài bướm đêm thuộc phân họ Arctiinae, họ Erebidae.